# سوسک حمام
سوسری آمریکایی یا سوسک حمام (نام علمی: Periplaneta americana) نام یک گونه از سرده پرسه‌زنان است. این سوسک‌ها معمولاً در مناطقی با آب‌وهوای معتدل رو به گرم زندگی می‌کنند و بهداشت عمومی را در خطر قرار می‌دهند زیرا می‌توانند به دلیل اینکه در فاضلاب‌ها زندگی می‌کنند ناقل انگل‌ها و بیماری‌های انسانی باشند. سوسری آمریکایی یکی از بزرگ‌ترین سوسری‌ها است که طول آن به ۳ سانتی‌متر نیز می‌رسد. وزن سوسری آمریکایی بین سه تا ده گرم است و منبع تغذیه این سوسری معمولاً آفات و لاشه خزندگان است.
مردم مختلف شهرها و کشورها برای سوسک‌زدایی از سم و سم‌پاشی استفاده می‌کنند. سمپاشی برای از بین بردن سوسک حمام با سموم و روش‌های مختلف شیمیایی و طبیعی انجام می‌شود.